# Terry Yegbe
Terry Yegbe (Akatsi, 25 gennaio 2001) è un calciatore ghanese, difensore dell'Elfsborg e della nazionale ghanese.

## Caratteristiche tecniche
È un difensore centrale.

## Carriera

### Club
Ha iniziato a giocare a calcio in Ghana con il WAFA, con cui ha debuttato in Premier League nel 2019. Successivamente è passato al Vision dove ha giocato in seconda divisione.
Il 23 marzo 2022 è stato ceduto in prestito all'SJK, che lo ha assegnato alla propria seconda squadra. Ha debuttato il 27 aprile nell'incontro di Suomen Cup vinto 4-1 contro il VIFK e successivamente ha iniziato a giocare con buona frequenza anche in Ykkönen, dove ha realizzato il suo primo gol il 1º ottobre contro il Template:Calcio PIF. Il 27 novembre seguente il prestito è stato prolungato per tutta la durata del 2023 ed ha ricevuto la promozione in prima squadra. Il 28 gennaio ha debuttato con l'SJK nell'incontro di Liigacup perso 1-0 contro il KuPS ed una settimana più tardi ha segnato il suo primo gol con i bianconeri nel successo per 3-2 contro il VPS, sempre in coppa di lega. L'8 giugno successivo, durante il derby contro il VPS, ha portato la sua squadra in vantaggio con una rimessa laterale che, deviata fortuitamente dal portiere avversario, è entrata in porta causandone l'autorete. Il 28 agosto successivo è stato acquistato a titolo definitivo dal club finlandese.
Il 13 dicembre è stato ceduto all'Elfsborg con un contratto valido a partire dal gennaio del 2024.

### Nazionale
Ha giocato con la nazionale ghanese Under-23.
Il 18 novembre 2024 ha debuttato con la nazionale maggiore nell'incontro di qualificazione per il Coppa d'Africa 2025 perso 2-1 contro il Niger.

## Statistiche

### Presenze e reti nei club
Statistiche aggiornate al 19 gennaio 2025.
| Stagione            | Squadra             | Campionato          | Campionato | Campionato | Coppe nazionali | Coppe nazionali | Coppe nazionali | Coppe continentali | Coppe continentali | Coppe continentali | Altre coppe | Altre coppe | Altre coppe | Totale | Totale | Totale |
| Stagione            | Squadra             | Comp                | Pres       | Reti       | Comp            | Pres            | Reti            | Comp               | Pres               | Reti               | Comp        | Pres        | Reti        | Pres   | Reti   |        |
| ------------------- | ------------------- | ------------------- | ---------- | ---------- | --------------- | --------------- | --------------- | ------------------ | ------------------ | ------------------ | ----------- | ----------- | ----------- | ------ | ------ | ------ |
| 2019                | WAFA                | PL                  | 9          | 0          | CG              | 0               | 0               | -                  | -                  | -                  | -           | -           | -           | 9      | 0      |        |
| 2021-2022           | Vision              | D1                  | 12         | 0          | CG              | 0               | 0               | -                  | -                  | -                  | -           | -           | -           | 12     | 0      |        |
| 2022                | SJK Akatemia        | Y                   | 21         | 1          | CF              | 2               | 0               | -                  | -                  | -                  | YC          | 1           | 0           | 24     | 1      |        |
| 2023                | SJK Akatemia        | Y                   | 0          | 0          | CF              | 0               | 0               | -                  | -                  | -                  | YC          | 1           | 0           | 1      | 0      |        |
| Totale SJK Akatemia | Totale SJK Akatemia | Totale SJK Akatemia | 21         | 1          |                 | 2               | 0               |                    | -                  | -                  |             | 2           | 0           | 25     | 1      |        |
| 2023                | SJK                 | VL                  | 25         | 0          | CF+CdL          | 1+3             | 0+1             | -                  | -                  | -                  | -           | -           | -           | 29     | 1      |        |
| 2024                | Elfsborg            | A                   | 22         | 3          | CS+CS           | 0+1             | 0               | UEL                | 14                 | 0                  | -           | -           | -           | 37     | 3      |        |
| Totale carriera     | Totale carriera     | Totale carriera     | 89         | 4          |                 | 7               | 1               |                    | 14                 | 0                  |             | 2           | 0           | 112    | 5      |        |

### Cronologia presenze e reti in nazionale
| Cronologia completa delle presenze e delle reti in nazionale ― Ghana | Cronologia completa delle presenze e delle reti in nazionale ― Ghana | Cronologia completa delle presenze e delle reti in nazionale ― Ghana | Cronologia completa delle presenze e delle reti in nazionale ― Ghana | Cronologia completa delle presenze e delle reti in nazionale ― Ghana | Cronologia completa delle presenze e delle reti in nazionale ― Ghana | Cronologia completa delle presenze e delle reti in nazionale ― Ghana | Cronologia completa delle presenze e delle reti in nazionale ― Ghana |
| Data                                                                 | Città                                                                | In casa                                                              | Risultato                                                            | Ospiti                                                               | Competizione                                                         | Reti                                                                 | Note                                                                 |
| -------------------------------------------------------------------- | -------------------------------------------------------------------- | -------------------------------------------------------------------- | -------------------------------------------------------------------- | -------------------------------------------------------------------- | -------------------------------------------------------------------- | -------------------------------------------------------------------- | -------------------------------------------------------------------- |
| 18-11-2024                                                           | Accra                                                                | Ghana                                                                | 1 – 2                                                                | Niger                                                                | Qual. Coppa d'Africa 2025                                            | -                                                                    | 79’                                                                  |
| Totale                                                               |                                                                      | Presenze                                                             | 1                                                                    |                                                                      | Reti                                                                 | 0                                                                    |                                                                      |